# سيدار بلوف (فيرجينيا)
سيدار بلوف (بالإنجليزية: Cedar Bluff, Virginia)‏ هي بلدة أمريكية تقع في الولايات المتحدة في مقاطعة تازويل (فيرجينيا). يقدر عدد سكانها بـ 1,085 نسمة ومساحتها 5.9 كم2 وترتفع عن سطح البحر 598 متر.

## التركيبة السكانية
حدّد مكتب تعداد الولايات المتحدة بيانات التركيبة السكانية لسيدار بلوف في تعداد الولايات المتحدة. في ما يلي، التركيبة السكانية حسب تعدادي 2000 و2010.

### تعداد عام 2000
بلغ عدد سكان سيدار بلوف 1,085 نسمة بحسب تعداد عام 2000، وبلغ عدد الأسر 475 أسرة وعدد العائلات 312 عائلة مقيمة في البلدة. في حين سجلت الكثافة السكانية 196.9 نسمة لكل كيلومتر مربع (510.0/ميل2). وبلغ عدد الوحدات السكنية 535 وحدة بمتوسط كثافة قدره 97.1 لكل كيلومتر مربع (251.5/ميل2).
وتوزع التركيب العرقي للبلدة بنسبة 98.99% من البيض و0.18% من الأمريكيين الأصليين و0.09% من الأمريكيين ذوي الأصول الآسيوية و0.37% من الأعراق الأخرى و0.37% من عرقين مختلطين أو أكثر و0.55% من الهسبانيون أو اللاتينيون من أي عرق.
بلغ عدد الأسر 475 أسرة كانت نسبة 31.4% منها لديها أطفال تحت سن الثامنة عشر تعيش معهم، وبلغت نسبة الأزواج القاطنين مع بعضهم البعض 48.2% من أصل المجموع الكلي للأسر، ونسبة 13.1% من الأسر كان لديها معيلات من الإناث دون وجود شريك،  بينما كانت نسبة 4.4% من الأسر لديها معيلون من الذكور دون وجود شريكة وكانت نسبة 34.3% من غير العائلات. تألفت نسبة 32% من أصل جميع الأسر من عدة أفراد يعيشون في نفس المنزل ونسبة 13.9% كانت تتألف من شخص يعيش بمفرده يبلغ من العمر 65 عاماً أو أكثر. وبلغ متوسط حجم الأسرة المعيشية 2.28، أما متوسط حجم العائلات فبلغ 2.84.
بلغ العمر الوسطي للسكان 40.4 عاماً. وكانت نسبة 22.8% من القاطنين تحت سن الثامنة عشر، وكانت نسبة 7.3% بين الثامنة عشر والرابعة والعشرين عاماً، ونسبة 26.8% كانت واقعةً في الفئة العمرية ما بين الخامسة والعشرين والرابعة والأربعين عاماً، ونسبة 27.6% كانت ما بين الخامسة والأربعين والرابعة والستين، ونسبة 15.5% كانت ضمن فئة الخامسة والستين عاماً فما فوق. يوجد لكل 100 أنثى 89.4 ذكر، ويوجد لكل 100 أنثى في الثامنة عشر من عمرها فما فوق 82.6 ذكر.
بلغ متوسط دخل الأسرة في البلدة 26,375 دولارًا، أما متوسط دخل العائلة فبلغ 30,357 دولارًا. وكان متوسط دخل الذكور 30,982 دولارًا مقابل 20,667 دولارًا للإناث. وسجل دخل الفرد الخاص بالبلدة 16,664 دولارًا. وكانت نسبة 11.9% من العائلات ونسبة 14.3% من السكان تحت خط الفقر، وكان من هؤلاء نسبة 17% تحت سن الثامنة عشر ونسبة 23.7% في الخامسة والستين من العمر وما فوق.

### تعداد عام 2010
بلغ عدد سكان سيدار بلوف 1,137 نسمة بحسب تعداد عام 2010، وبلغ عدد الأسر 484 أسرة وعدد العائلات 324 عائلة مقيمة في البلدة. في حين سجلت الكثافة السكانية 206.4 نسمة لكل كيلومتر مربع (534.6/ميل2). وبلغ عدد الوحدات السكنية 573 وحدة بمتوسط كثافة قدره 104 لكل كيلومتر مربع (269.4/ميل2).
وتوزع التركيب العرقي للبلدة بنسبة 99.03% من البيض و0.09% من الأعراق الأخرى و0.88% من عرقين مختلطين أو أكثر و0.26% من الهسبانيون أو اللاتينيون من أي عرق.
بلغ عدد الأسر 484 أسرة كانت نسبة 28.5% منها لديها أطفال تحت سن الثامنة عشر تعيش معهم، وبلغت نسبة الأزواج القاطنين مع بعضهم البعض 49.4% من أصل المجموع الكلي للأسر، ونسبة 12.2% من الأسر كان لديها معيلات من الإناث دون وجود شريك،  بينما كانت نسبة 5.4% من الأسر لديها معيلون من الذكور دون وجود شريكة وكانت نسبة 33.1% من غير العائلات. تألفت نسبة 28.5% من أصل جميع الأسر من عدة أفراد يعيشون في نفس المنزل ونسبة 12.6% كانت تتألف من شخص يعيش بمفرده يبلغ من العمر 65 عاماً أو أكثر. وبلغ متوسط حجم الأسرة المعيشية 2.35، أما متوسط حجم العائلات فبلغ 2.82.
بلغ العمر الوسطي للسكان 41.9 عاماً. وكانت نسبة 20.8% من القاطنين تحت سن الثامنة عشر، وكانت نسبة 8.7% بين الثامنة عشر والرابعة والعشرين عاماً، ونسبة 24.1% كانت واقعةً في الفئة العمرية ما بين الخامسة والعشرين والرابعة والأربعين عاماً، ونسبة 29% كانت ما بين الخامسة والأربعين والرابعة والستين، ونسبة 17.4% كانت ضمن فئة الخامسة والستين عاماً فما فوق. وتوزع التركيب الجنسي للسكان بنسبة 49.4% ذكور و50.6% إناث.